# Carlo De Simone

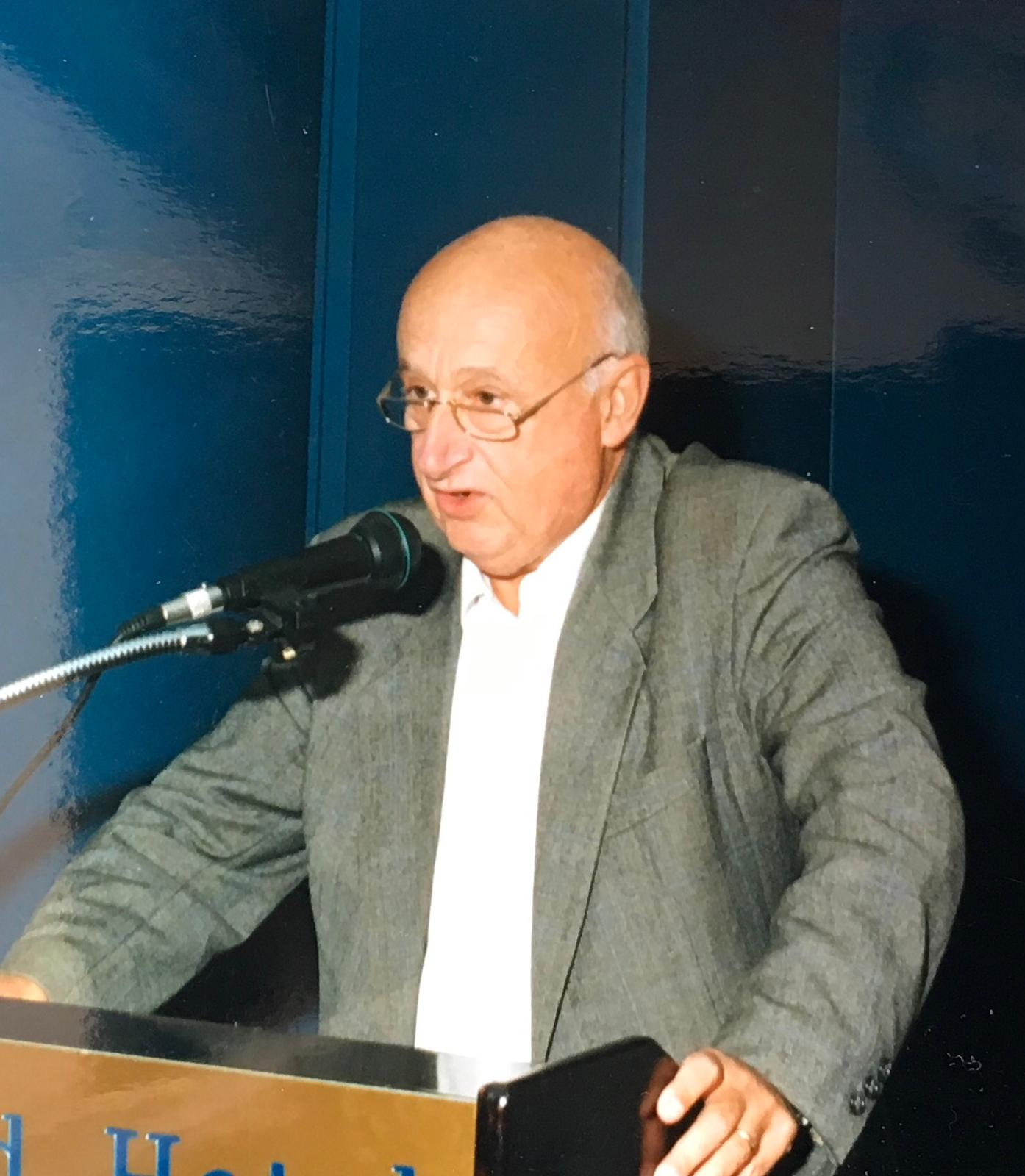
Carlo De Simone

Carlo De Simone (* 22. November 1932 in Rom; † 14. September 2023 ebenda) war ein italienischer Sprachwissenschaftler. Er lehrte bis 1998 als Professor für Vergleichende Sprachwissenschaft an der Universität Tübingen.

## Leben
Nach dem Abitur in Rom 1950 studierte Carlo De Simone an der Universität Rom vergleichende Sprachwissenschaft und Klassische Archäologie und wurde 1955 mit einer Arbeit über messapische Inschriften (Titel der Dissertation: Le iscrizioni messapiche: cronologia e fonetismo) promoviert. Anschließend studierte er als Stipendiat des Deutschen Akademischen Austauschdienstes (DAAD) von 1955 bis 1956 bei Hans Krahe vergleichende Sprachwissenschaft in Tübingen und wurde von 1961 bis 1964 Krahes Assistent. Im November 1964 wurde Carlo De Simone bei der Philosophischen Fakultät der Universität Tübingen mit einer Arbeit über Die griechischen Entlehnungen im Etruskischen habilitiert. Von 1972 bis 1973 vertrat er den Lehrstuhl für vergleichende Sprachwissenschaft (Indogermanistik) an der Universität Wien; von 1975 bis 1980 war er Professor der Sprachwissenschaft (Glottologia) an der Universität Perugia. 1980 schließlich wurde er als Professor der vergleichenden Sprachwissenschaft an die Universität Tübingen berufen, wo er bis zu seiner Emeritierung 1998 lehrte.
Carlo De Simones wissenschaftlicher Schwerpunkt lag in den Sprachen Altitaliens, insbesondere publizierte er zahlreiche Aufsätze zu etruskischen Inschriften in der Zeitschrift Studi Etruschi.
Er verstarb am 14. September 2023.

## Publikationen (Auswahl)
- I morfemi etruschi '-ce' ('-ke') e '-che'. In: Studi Etruschi 38, 1970, 115–139.
- Il nome del Tevere. Contributo per la storia delle più antiche relazioni tra genti latino-italiche ed etrusche. In: Studi Etruschi 43, 1975, 119 ff.
- Etruskischer Literaturbericht: neuveröffentlichte Inschriften 1970–1973 (mit Nachträgen). In: Glotta 53, 1975, 125 ff.
- Die Göttin von Pyrgi: linguistische Probleme. In: H. Rix (Hrsg.), Atti del Colloquio sul tema: Die Göttin von Pyrgi (Tübingen 1979) (Florenz 1981), 64 ff.
- La posizione linguistica della Daunia. In: Atti dell XIII Convegno di Studi Etruschi e Italici (Manfredonia 1980), 113 ff. (Florenz 1984)
- Gli imprestiti etruschi nel latino arcaico. In: E. Campanile (Hrsg.), Alle origini di Roma. Atti del colloquio (Pisa 1988).
- Etrusco Laucie Mezentie. In: Miscellanea etrusca e italica in onore di M. Pallottino. Archeologia Classica 43, 1991, n. 1, 559 ff.
- Sudpiceno Safino- / Lat. Sabino-: il nome dei Sabini. Annali dell'Istituto universitario orientale di Napoli. Dipartimento di Studi del mondo classico e del Mediterraneo antico. Sezione linguistica, 14, 1992, 223 ff.
- I Tirreni a Lemnos. Evidenza linguistica e tradizioni storiche (Florenz 1996)
- Il nome di Romolo. In: Andrea Carandini, A. Cappelli (Hrsg.), Roma. Romolo, Remo e la fondazione della città (Mailand 2000)
- Il nome di Romolo e Remo. In: Andrea Carandini (Hrsg.), La leggenda di Roma (Mailand 2006)